# Francesco Merli
Francesco Merli (Milà, 28 de gener de 1887 - 11 de desembre de 1976) fou un tenor italià, especialment associat amb papers pesats com Otello, Canio i Calaf. Figura com un dels tenors dramàtics més fins del període d'entreguerres.
Va rebre educació vocal a la seva ciutat natal amb els professors Carlo Negrini i Adelaide Borghi. Després d'haver quedat segon en un concurs de cant a Parma el 1914, on el guanyador va ser el jove Beniamino Gigli, va obtenir una certa fama i va fer el seu debut operístic el mateix any a Milà com Elisero a Mosè in Egitto de Rossini, seguit per presentacions al Teatro Colón de Buenos Aires, on entre altres funcions va aparèixer en l'estrena mundial de l'òpera argentina Huemac de Pascual de Rogatis. Va visitar aquest teatre regularment entre els anys 1920-32.
El debut a La Scala de Milà es va produir el 1916 com a Alvaro a Fernando Cortez de Spontini, i va arribar l'èxit amb el seu particular Walther auf Stolzing a Els mestres cantaires de Wagner. Merli va actuar a La Scala fins al 1946, on va ser molt admirat per Toscanini, apareixent com a Lohengrin, Calaf, Des Grieux, Dimitrij a Borís Godunov de Mússorgski, Radamès, Turiddu, Manrico, Vassilij a Sibèria, d'Umberto Giordano, Canio, Florestan al Fidelio de Beethoven i des de 1935 al paper de l'heroi a Otello.
El 1926 va ser Calaf en l'estrena de Turandot a l'Òpera de Roma, i en l'estrena el 1927 al Covent Garden de Londres. En els anys de 1926-27 i 1930, va actuar al Covent Garden de Londres com a Faust a Mefistofele de Boito, com a Calaf, com a Enzo a La Gioconda de Ponchielli, com a Gennaro a I Gioielli della Madonna de Wolf Ferrari, Dimitrij com a Borís Godunov i com a Des Grieux.
Merli també va participar en l'estrena mundial de Respighi de Belfagor (La Scala, el 26 d'abril de 1923) i Emiral Bruno Barilli (Teatro Costanzi de Roma, 1924). El 1924 i 1930-36, va cantar en els festivals de l'Arena de Verona, i el 1928 va participar en una gira per Austràlia amb la Companyia Williamson Melba, que havia ocupat la gran Prima Donna Nellie Melba. Durant la seva breu participació en el Metropolitan Opera de Nova York, on va fer el seu debut el 1932 com a Radamès, va cantar Edgardo a Lucia di Lammermoor, Pinkerton a Madama Butterfly i Gabriele Adorno a Simon Boccanegra. El seu compromís amb el Met es va interrompre a causa d'una malaltia aguda, i va tornar a Itàlia, després d'un mes.
El 1935 va actuar al Gran Òpera de París com a Pollione a Norma, seguit per actuacions en l'òpera de Copenhaguen i al Teatre dels Camps Elisi de París, i va estar de gira amb la companyia d'òpera Carro Di Tespi a Bèlgica.
Francesco Merli va ser actiu a l'escenari a Itàlia fins al 1950, quan es va retirar de l'escena i va començar com a pedagog a Milà, on va morir l'11 de desembre de 1976.